# Квінт Акуцій Нерва
Квінт Акуцій Нерва (лат. Quintus Acutius Nerva; ? — після 102) — державний діяч Римської імперії, консул-суффект 100 року.

## Життєпис
Про родину та дату народження немає відомостей. У 100 році призначений імператором Траяном консулом-суффектом разом з Луцієм Фабієм Туском. У 101 році став імператорським легат-пропретором провінції Нижня Германія. На цій посаді перебував до 102 року. Подальша доля невідома.